# میزوگوچی هیده‌کاتسو
میزوگوچی هیده‌کاتسو (به ژاپنی: Mizoguchi Hidekatsu) یک سامورایی در اوایل دوره ادو اهل ژاپن بود.